# Justus Schwab

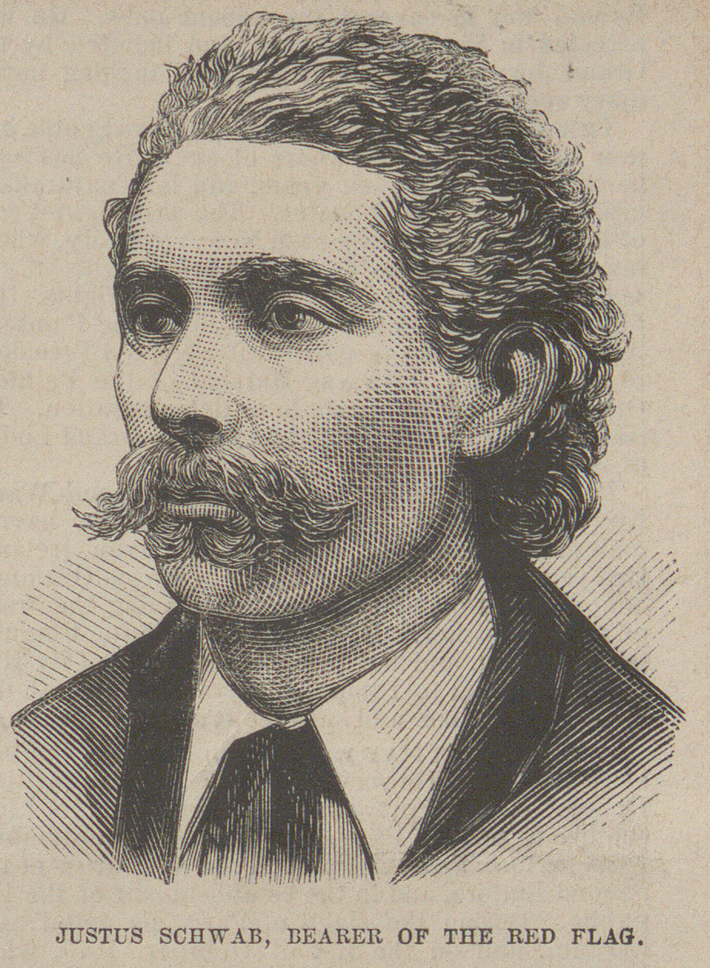
Justus Schwab im Alter von 27 Jahren

Justus H. Schwab (geboren 1847 in Frankfurt am Main; gestorben 17. Dezember 1900 in New York City) war der Betreiber einer New Yorker Kneipe, die als Treffpunkt für Radikale galt, und eine wichtige Figur in der New Yorker anarchistischen Bewegung.

## Leben
Justus Schwab wurde 1847 in Frankfurt am Main geboren. Sein Vater war vermutlich auch Wirt und in der Deutschen Revolution 1848/1849 aktiv gewesen. Schwab war gelernter Maurer und wanderte 1869 nach New York aus. Möglicherweise wurde er 1873 arbeitslos und trat der deutschen Sektion der Workingmen’s Association bei. Bei einer Demonstration auf dem Tompkins Square im Januar 1874 wurde er festgenommen, nachdem er und andere deutsche Sozialisten von der Polizei geprügelt worden waren und er im Anschluss mit einer roten Flagge und die Marseillaise singend auf den Platz zurückgekehrt war. Er heiratete kurz darauf Louisa, mit der er zwei Söhne und zwei Töchter hatte. 1876 wurde er wegen des Verkaufs von Bier an einem Sonntag festgenommen, aber nach einer Anhörung freigelassen, es folgte 1877 eine Festnahme nach der Teilnahme an einer Versammlung. 1879 war Schwab Mitglied der Socialist Labor Party, von der er sich aber schon bald abwendete, weil er ihre reformistische Strategie ablehnte und die Zusammenarbeit mit der Greenback Party verurteilte. Nach einer Auseinandersetzung mit Charles Sotheran über die unterschiedlichen Positionen zu Wahlen kam es sogar zu einer Schlägerei. Er abonnierte Johann Mosts Zeitschrift Freiheit und gründete mit anderen linken Sozialisten eine Gruppe, die sich später als Sozial-Revolutionärer Klub konstituierte, für die Schwab 1882 an einem anarchistischen Kongress in Chicago teilnahm. Während Mosts Überfahrt nach New York 1882 übertrug er Schwab die Herausgabe der Freiheit und Schwab unterstützte Most auch nach der Ankunft in New York, bis er 1886 wegen Mosts Haltung zu Gewalt mit ihm brach. 
Im Jahr 1895 erkrankte Schwab an Tuberkulose und war bis zu seinem Tod am 17. Dezember 1900 bettlägerig. Beim Trauermarsch zu seiner Kremation waren mehr als 2000 Menschen anwesend. John Swinton und Johann Most hielten Trauerreden. In ihrer Autobiographie schreibt Emma Goldman, die eine gute Freundin Schwabs war:

„Champion of freedom, sponsor of labour's cause, pleader for joy in life, Justus had a surpassing capacity for friendship, a veritable genius for responding generously and beautifully.“

„Als Kämpfer für die Freiheit, als Förderer der Sache der Arbeiter, als Verfechter der Lebensfreude hatte Justus eine überragende Fähigkeit zur Freundschaft, ein wahres Gespür dafür, großzügig und schön zu antworten.“

Für Joseph Cohen war Schwab „das Zentrum und die Seele der anarchistischen Bewegung in New York, sowohl unter amerikanischen als auch deutschen Genossen.“ Nach Schwabs Tod übernahm sein Sohn Justus Jr. die Kneipe.

## Schwabs Kneipe

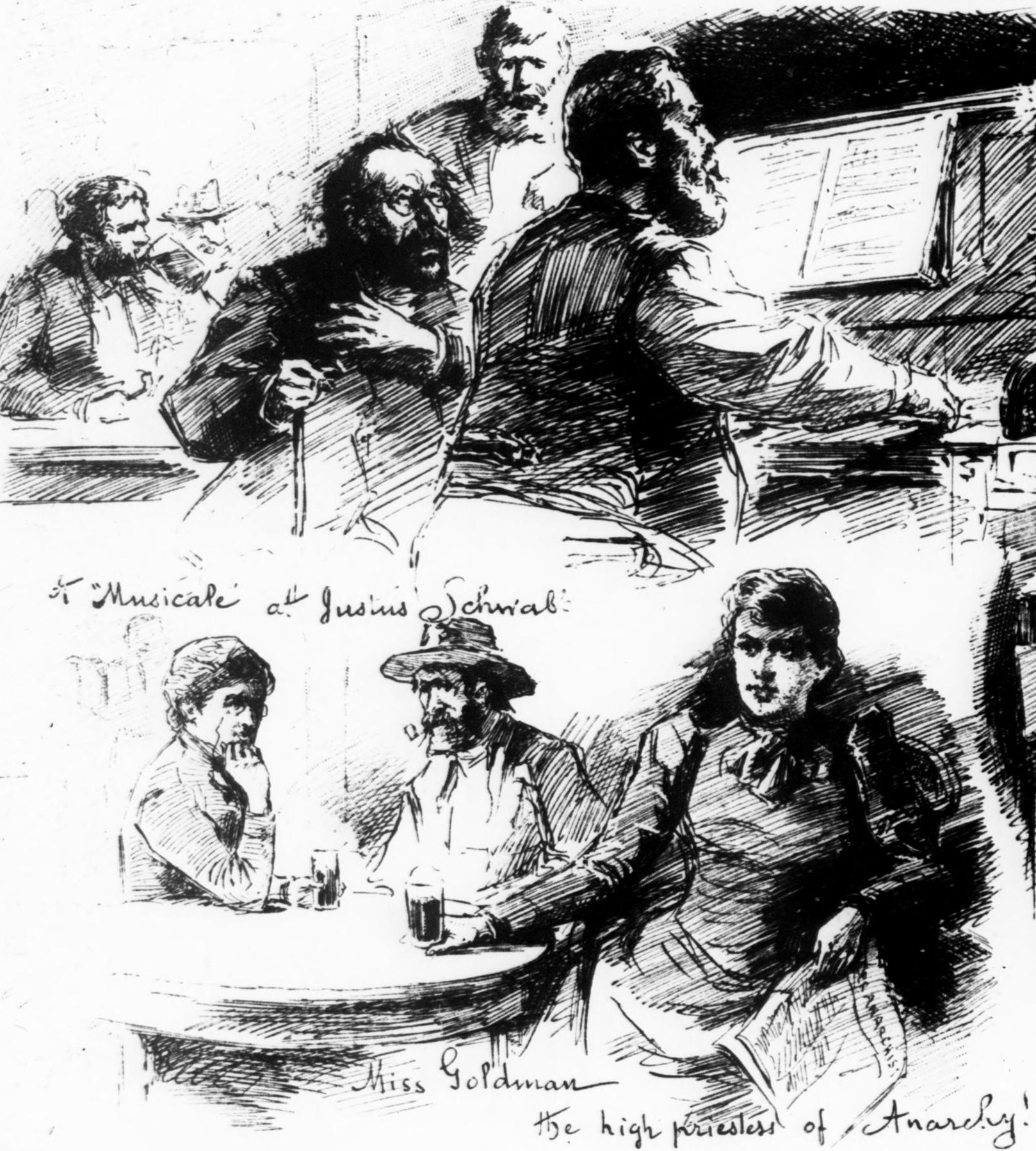
Szene bei Justus Schwab, gezeichnet für Harper’s Weekly von V. Gribayedoff 1892

Schwabs Kneipe mit der Adresse 50 First Street in der Lower East Side befand sich im Untergeschoss eines fünfstöckigen Hauses und war mit gerahmten Szenen der französischen Revolution und einer Shakespeare-Büste dekoriert. Sie wurde wegen ihrer Kellerlage auch „Bierhöhle“ (als Wortwitz auf Bierhalle) genannt; Schwab bewarb sie auch als „Pechvogel’s Hauptquartier“ und mit dem Motto „Thu’ des Maul nit unnütz auf, Red’ was Geistreich’s oder sauf“. Gesang war ein fester Bestandteil der Kneipenatmosphäre. Schwab war selbst Mitglied der Arbeiter-Liedertafel und sang gelegentlich unterhaltsame Lieder oder spielte auf dem alten Klavier die Marseillaise oder die Internationale. Er hielt auch eine umfangreiche Bibliothek sozialistischer und anarchistischer Literatur bereit. Wenn Journalisten wie Nellie Bly das Lokal besuchten, zeigten sie sich nicht nur erstaunt darüber, dass Männer und Frauen durch die gleiche Tür eintraten und die Gäste sich duzten, sondern auch schockiert über die auf einer Tafel lesbaren Slogans wie „The bright sun rises in his course and salutes a race of slaves“ (deutsch etwa: „Die helle Sonne geht auf und grüßt eine Rasse von Sklaven“). Laut Joseph Cohen sei der Konflikt zwischen Most und Schwab auch an der Frage des Umgangs mit schwierigen Gästen entbrannt; nachdem Schwab Most gebeten habe, in der Freiheit gegen diese „antisozialen Elemente“ zu schreiben, verweigerte dieser die Bitte mit dem Hinweis, es handle sich um die Opfer der sozialen Ordnung.

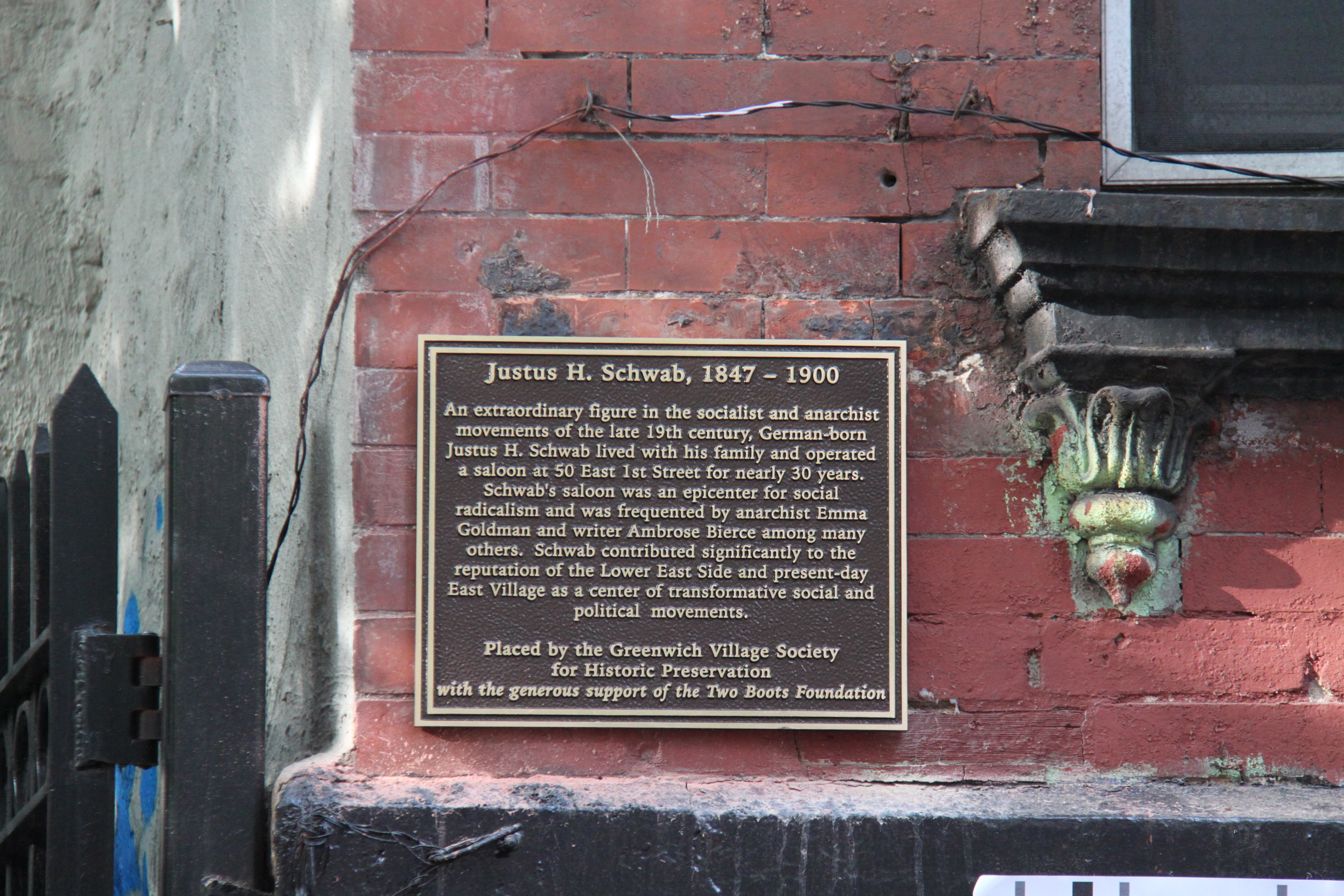
Gedenktafel zu Ehren Schwabs

Zu den Gästen der Kneipe, die sich unter den Radikalen und Bohemiens der East Side großer Beliebtheit erfreute, gehörten Ambrose Bierce, Sadakichi Hartman und der Kunst- und Literaturkritiker James Huneker. Claus Timmermann gab sie als Büroadresse seiner kurzlebigen Zeitschrift Sturmvogel an, und auch Emma Goldman nutze die Kneipe als Postadresse. Sie beschrieb Schwabs Kneipe als „Mekka für die französischen Kommunarden, spanische und italienische Flüchtlinge, russische politisch Verfolgte und deutsche Sozialisten und Anarchisten, die vor Bismarcks eisernem Stiefel flohen“. Samuel Gompers berichtet in seiner Autobiografie, dass das Etablissement sogar in Europa berühmt gewesen sei und „das internationale Postamt und Informationszentrum der Revolution“ dargestellt habe. In den 1880ern war New York weltweit die Stadt mit der drittgrößten Anzahl an deutschsprachigen Bewohnern nach Berlin und Wien, sodass auch Schwabs Gäste hauptsächlich Deutsch sprachen. Auch für aus Russland emigrierte Juden stellte die Kneipe einen wichtigen Treffpunkt dar. Seit 2012 erinnert eine von der Greenwich Village Society for Historic Preservation angebrachte Gedenktafel am Gebäude der Kneipe an ihre Geschichte.